# Kortstaartspecht
De kortstaartspecht (Hemicircus concretus) is een vogel uit de familie Picidae (spechten).

## Verspreiding en leefgebied
Deze soort komt voor in Maleisië en de Grote Soenda-eilanden en telt twee ondersoorten:
- H. c. sordidus: Maleisië, Sumatra, Borneo en de nabijgelegen eilanden.
- H. c. concretus: Java.

## Status
Op de Rode lijst van de IUCN komen de twee ondersoorten elk als een aparte soort voor die beide de status niet bedreigd hebben.